# Françoise Nuñez
Pour les articles homonymes, voir Nuñez.
Françoise Nuñez est une photographe et tireuse de photographies française, née le 17 mars 1957 à Toulouse et morte le 24 décembre 2021 dans le 8e arrondissement de Marseille.

## Biographie
Née en 1957 à Toulouse, Françoise Nuñez est d’origine espagnole. Elle a commencé à photographier en 1975. Elle apprend le tirage noir et blanc auprès de Théo Caddau dans l’atelier de Jean Dieuzaide, dont elle est l’assistante entre 1979 et 1980. « C’est lui qui m’a appris la photographie ; l’aspect technique, le tirage. Il m’a si bien transmis sa passion, la profondeur de son regard. ». 
Dieuzaide lui présente Bernard Plossu qu’elle épouse en 1986, et avec qui elle aura deux enfants, Joaquim (1986) et Manuela (1988). 
Elle se met au service de l’œuvre de son mari dont elle réalise une part importante de ses tirages.
Photographe voyageuse, elle part régulièrement vers l’Inde, l’Éthiopie, l’Amérique du Sud, le Portugal, la Grèce, la Turquie, la Pologne, le Sénégal, le Japon. « Je ne photographie pratiquement qu’en voyage. Quand je pars, je ne pense qu’à ça. Je veux être réceptive à tout, loin d’un quotidien et d’endroits que je connais trop bien. J’aime l’inattendu, la surprise, l’émotion de la découverte. Et j’essaye de faire ressentir toutes ces émotions. »
Elle est représentée par la galerie Camera Obscura à Paris,.
Françoise Nuñez meurt d’un cancer à Marseille le 24 décembre 2021, à 64 ans,.

## Publications
- Françoise Nuñez, Ports, Centre Régional de la Photographie Nord Pas-de-Calais, Mission Photographique Transmanche, Cahier 14, 1994.
- Françoise Nuñez, L’Inde jour et nuit, texte Jean-Christophe Bailly, Filigranes Éditions, 2004
- Françoise Nuñez, Mu-jô, Une invitation à Nara, texte David Le Breton, Yellow Now, coll. « Côté photo », 2010
- Françoise Nuñez, Bernard Plossu, Jacques Borgetto, Sophie Zénon, Nous avons fait un très beau voyage, directrice artistique Laura Serani, Filigranes Éditions, 2010
- Françoise Nunez, Bernard Plossu, Ensemble, Libel Éditions, 2010
- Françoise Nunez, Bernard Plossu, Journal fugitif au Moyen-Orient, texte de Joël Vernet, Le Temps qu'il fait, 2011
- Françoise Nuñez, À Valaparaiso, Filigranes Éditions, 2012
- Françoise Nuñez, Kalari, textes de Cécile Gordon et d’Éric Auzoux, Arnaud Bizalion Éditeur, 2015, 66 p.
- Françoise Nuñez, De Djibouti à Addis, 1980, texte David Le Breton, Yellow Now, coll. « Les Carnets », 2018, 80 p.

## Expositions
Liste non exhaustive
- 2013 : « Flamenco » à la Galerie Le Lac Gelé, Nîmes[9]
- 2013 : « Caravanes », Ateliers du Midi, Arles[10]
- 2015 : « Voyage(s) », Galerie du Château d’eau à Toulouse[11],[12]
- 2015 : « Juntos », avec Bernard Plossu, Musée des Beaux-arts, Buenos Aires[13]
- 2015 : « Étonnantes affinités », Couvent des Jacobins, Toulouse[2]
- 2020 : « Voyages extraordinaires », Festival du Regard, Cergy
- 2021 : « Modus Vivendi », avec Bernard Plossu, Librairie et galerie Ombres Blanches, Toulouse[3]
- 2021 : « Éthiopie (1980-2012) », avec Marie Hernandez, Abbaye de Flaran
- 2021 : « Valparaiso », Galerie Territoires Partagés, Marseille[14]